# Markel Antón
Antón  González est un nom espagnol. Le premier nom de famille, en général paternel, est Antón ; le second, en général maternel, souvent omis, est González.
Markel Antón González (né le 27 mai 1989 à Barakaldo en Biscaye) est un coureur cycliste espagnol, actif dans les années 2000 et 2010.

## Biographie
En 2008, Markel Antón rejoint le club basque Seguros Bilbao, pour ses débuts espoirs (moins de 23 ans). Lors de la saison 2010, il se distingue parmi les professionnels en terminant neuvième d'une étape au Tour des Asturies, sous les couleurs d'une sélection nationale espagnole.
En 2011, il remporte le Premio La Trinidad à Trucios et réalise cinq tops 5 sur 7 autres courses amateurs basques. En 2012, il obtient une nouvelle victoire au San Bartolomé Saria. Ses nombreuses places d'honneur lui permettent de terminer deuxième du Torneo Euskaldun. 

## Palmarès
- 2006
  - 2e du San Isidro Sari Nagusia
  - 3e de la Bizkaiko Itzulia
- 2007
  - Premio Primavera juniors
  - 2e du San Isidro Sari Nagusia
- 2008
  - Mémorial Sabin Foruria
  - 2e du Premio Primavera
  - 2e de l'Antzuola Saria
- 2010
  - 2e de la Prueba Loinaz
- 2011
  - Premio La Trinidad (es)
  - 2e du Mémorial Etxaniz
- 2012
  - San Bartolomé Saria
  - 2e du Torneo Euskaldun
  - 3e du San Juan Sari Nagusia
  - 3e du Dorletako Ama Saria